# Cheat Codes
Cheat Codes es un trío estadounidense de música electrónica originario de Los Ángeles, California. El grupo ganó notoriedad con su sencillo «Sex» lanzado en 2016, el cual contiene muestras del coro de la canción «Let's Talk About Sex» del grupo Salt-N-Pepa.
El 31 de marzo de 2017, el trío lanzó su sencillo "No Promises" con la participación de la cantante estadounidense Demi Lovato. Con el cual lograron su primera entrada a la lista oficial de Estados Unidos en el Billboard Hot 100.

## Historia

### 2014-2015: Formación y sencillos debut
Cheat Codes está conformado por Trevor Dahl, Kevin Ford, y Matthew Russell. Dahl había grabado música previamente bajo el nombre Plug In Stereo. Antes de la formación del trío en 2014, Trevor y Matt vivieron juntos y más tarde escribió y grabó música con KEVI. Su nombre fue inspirado por el hermano de KEVI que le dijo que había encontrado el "cheat code" para conseguir lo que quería en la vida. "Realmente encarnamos la idea de que todo es posible, para nosotros el verdadero "cheat code" para la vida es amar lo que haces y esperamos transmitir esa energía a través de nuestra música", dijeron en una entrevista.
En 2015, lanzaron su primer sencillo titulado "Visions", el cual alcanzó la posición número 1 en el listado de Hype Machine. Fue seguido por el lanzamiento de los sencillos "Don't Say No", "Senses", y "Adventure". " Adventure" logró posicionarse en el lugar número 3 del listado de Hype Machine. El grupo consiguió alrededor de 15 millones de visitas en su canal YouTube y luego se embarcaron en una gira con The Chainsmokers.

### 2016-presente
En junio de 2016, lanzaron "Let Me Hold You" con el productor neerlandés Dante Klein, que muestra la canción de Kevin Lyttle "Turn Me On". La canción ha ganado desde entonces más de 100 millones de reproducciones en las plataformas de streaming. En julio de 2016, lanzaron "Sex" con Kris Kross Amsterdam, ganando rápidamente más de 300 millones de reproducciones. Hablando de "Sex" el miembro de la banda Matt admitió que la canción fue afectada por la intervención divina, ya que sólo tomó 45 minutos para escribirla. En agosto de 2016, un vídeo musical fue lanzado para la canción, y el trío se presentó en el Billboard Hot 100 Festival. Firmaron con 300 Entertainment en septiembre de 2016. En noviembre lanzaron "Queen Elizabeth" que fue seguida por "No Promises", una colaboración con Demi Lovato, en marzo de 2017.

## Discografía

### Sencillos
Como artistas principales
| «Visions»                                                                      | 2015 | —   | —  | —  | —  | —  | —  | —  | —  | —  | —  |                                                                                               | Sin álbum   |
| «Adventure» (y Evan Gartner)                                                   | 2015 | —   | —  | —  | —  | —  | —  | —  | —  | —  | —  |                                                                                               | Sin álbum   |
| «Senses» (con Lostboycrow)                                                     | 2015 | —   | —  | —  | —  | —  | —  | —  | —  | —  | —  |                                                                                               | Sin álbum   |
| «Follow You»                                                                   | 2015 | —   | —  | —  | —  | —  | —  | —  | —  | —  | —  |                                                                                               | Sin álbum   |
| «Please Don't Go»                                                              | 2015 | —   | —  | —  | —  | —  | —  | —  | —  | —  | —  |                                                                                               | Sin álbum   |
| «Say Goodbye»                                                                  | 2016 | —   | —  | —  | —  | —  | —  | —  | —  | —  | —  |                                                                                               | Sin álbum   |
| «Sex» (y Kris Kross Amsterdam)                                                 | 2016 | 115 | 14 | 17 | —  | 3  | 37 | 2  | 24 | 9  | 2  | - Platino - Oro - Platino - Platino - Platino - 3× Platino - Oro - Platino - 4× Platino       | Sin álbum   |
| «Runaway»                                                                      | 2016 | —   | —  | —  | —  | —  | —  | —  | —  | —  | —  |                                                                                               | Sin álbum   |
| «Fed Up» (y LVNDSCAPE)                                                         | 2016 | —   | —  | —  | —  | —  | —  | —  | —  | —  | —  |                                                                                               | Sin álbum   |
| «Can't Fight It» (y Quintino)                                                  | 2016 | —   | —  | —  | —  | —  | —  | —  | —  | —  | —  |                                                                                               | Sin álbum   |
| «Let Me Hold You (Turn Me On)» (y Dante Klein)                                 | 2016 | —   | 49 | 38 | 83 | 19 | 51 | 15 | —  | 36 | 12 | - Oro - Platino - Platino - Plata - 2× Platino                                                | Sin álbum   |
| «Queen Elizabeth»                                                              | 2016 | —   | —  | —  | —  | —  | —  | —  | —  | —  | —  |                                                                                               | Sin álbum   |
| «No Promises» (con Demi Lovato)                                                | 2017 | 38  | 40 | 17 | 53 | 30 | 45 | 39 | 20 | 18 | 37 | - Oro - Platino - 3× Platino - 2× Platino - Oro - Platino - Platino - Oro - Platino - Platino | Sin álbum   |
| «Stay with You» (y Cade)                                                       | 2017 | —   | —  | —  | —  | —  | —  | —  | —  | —  | —  |                                                                                               | Sin álbum   |
| «Sober» (con Nicky Romero)                                                     | 2017 | —   | —  | —  | —  | —  | —  | —  | —  | —  | —  |                                                                                               | Sin álbum   |
| «Feels Great» (con Fetty Wap & CVBZ)                                           | 2017 | —   | 74 | 39 | —  | —  | —  | —  | 37 | —  | 99 | - Platino - Oro - Oro                                                                         | Sin álbum   |
| «Put Me Back Together» (con Kiiara)                                            | 2018 | —   | —  | —  | —  | —  | —  | —  | —  | —  | —  |                                                                                               | Sin álbum   |
| «NSFW» (y Danny Quest)                                                         | 2018 | —   | —  | —  | —  | —  | —  | —  | —  | —  | —  |                                                                                               | Level 1     |
| «Balenciaga»                                                                   | 2018 | —   | —  | —  | —  | —  | —  | —  | —  | —  | —  |                                                                                               | Level 1     |
| «I Love It» (y Dvbbs)                                                          | 2018 | —   | —  | —  | —  | —  | —  | —  | —  | —  | —  |                                                                                               | Level 1     |
| «Only You» (y Little Mix)                                                      | 2018 | —   | —  | 92 | —  | —  | —  | —  | —  | 13 | 89 | - Platino                                                                                     | LM5         |
| «Home»                                                                         | 2018 | —   | —  | —  | —  | —  | —  | —  | —  | —  | —  |                                                                                               | Sin álbum   |
| «Feeling of Falling» (y Kim Petras)                                            | 2018 | —   | —  | —  | —  | —  | —  | —  | —  | —  | —  |                                                                                               | Sin álbum   |
| «Ferrari» (con Afrojack)                                                       | 2019 | —   | —  | —  | —  | —  | —  | —  | —  | —  | —  |                                                                                               | Level 2     |
| «Who's Got Your Love» (y Daniel Blume)                                         | 2019 | —   | —  | —  | —  | —  | —  | —  | —  | —  | —  |                                                                                               | Level 2     |
| «Be the One» (y Kaskade)                                                       | 2019 | —   | —  | —  | —  | —  | —  | —  | —  | —  | —  |                                                                                               | Level 2     |
| «I Feel Ya» (y Danny Quest e Ina Wroldsen)                                     | 2019 | —   | —  | —  | —  | —  | —  | —  | —  | —  | —  |                                                                                               | Level 2     |
| «All of My Life» (y Trixxie)                                                   | 2019 | —   | —  | —  | —  | —  | —  | —  | —  | —  | —  |                                                                                               | Level 2     |
| «Highway» (con Sofía Reyes y Willy William)                                    | 2019 | —   | —  | —  | —  | —  | —  | —  | —  | —  | —  |                                                                                               | Sin álbum   |
| «No Service in the Hills» (con Trippie Redd, Blackbear y Prince$$ Rosie)       | 2020 | —   | —  | —  | —  | —  | —  | —  | —  | —  | —  |                                                                                               | Sin álbum   |
| «On My Life»                                                                   | 2020 | —   | —  | —  | —  | —  | —  | —  | —  | —  | —  |                                                                                               | Sin álbum   |
| «Heaven»                                                                       | 2020 | —   | —  | —  | —  | —  | —  | —  | —  | —  | —  |                                                                                               | Sin álbum   |
| «No Time» (y Dvvbs con Wiz Khalifa y Prince$$ Rosie)                           | 2020 | —   | —  | —  | —  | —  | —  | —  | —  | —  | —  |                                                                                               | Sin álbum   |
| «Between Our Hearts» (con Cxloe)                                               | 2020 | —   | —  | —  | —  | —  | —  | —  | —  | —  | —  |                                                                                               | Hellraisers |
| «Stay» (y Bryce Vine)                                                          | 2020 | —   | —  | —  | —  | —  | —  | —  | —  | —  | —  |                                                                                               | Hellraisers |
| «Washed Up»                                                                    | 2020 | —   | —  | —  | —  | —  | —  | —  | —  | —  | —  |                                                                                               | Hellraisers |
| «Do It All Over» (con Marc E. Bassy)                                           | 2020 | —   | —  | —  | —  | —  | —  | —  | —  | —  | —  |                                                                                               | Hellraisers |
| «I Just Wanna» (y Felix Jaehn con Bow Anderson)                                | 2020 | —   | —  | —  | —  | —  | —  | —  | —  | —  | —  |                                                                                               | Hellraisers |
| «No Chill» (con Lil Xxel)                                                      | 2021 | —   | —  | —  | —  | —  | —  | —  | —  | —  | —  |                                                                                               | Hellraisers |
| «Hate You + Love You» (con AJ Mitchell)                                        | 2021 | —   | —  | —  | —  | —  | —  | —  | —  | —  | —  |                                                                                               | Hellraisers |
| «That Feeling» (Danny Quest y Cheat Codes con Bryce Vine)                      | 2021 | —   | —  | —  | —  | —  | —  | —  | —  | —  | —  |                                                                                               | Hellraisers |
| «Lean On Me» (con Tinashe)                                                     | 2021 | —   | —  | —  | —  | —  | —  | —  | —  | —  | —  |                                                                                               | Hellraisers |
| «—» indica que el sencillo no fue lanzado o no se posicionó en ese territorio. |      |     |    |    |    |    |    |    |    |    |    |                                                                                               |             |

Como artistas invitados
| Sencillo                                                                       | Año  | Posiciones | Posiciones | Posiciones | Posiciones | Posiciones | Posiciones | Posiciones | Posiciones | Posiciones | Posiciones | Certificaciones                     | Álbum     |
| Sencillo                                                                       | Año  | EUA        | ALE        | AUS        | CAN        | DIN        | ITA        | NOR        | NZ         | RU         | SUE        | Certificaciones                     | Álbum     |
| ------------------------------------------------------------------------------ | ---- | ---------- | ---------- | ---------- | ---------- | ---------- | ---------- | ---------- | ---------- | ---------- | ---------- | ----------------------------------- | --------- |
| «Monsters Are Everywhere» (The Seige con Cheat Codes)                          | 2015 | —          | —          | —          | —          | —          | —          | —          | —          | —          | —          |                                     | Sin álbum |
| «Hold On» (Moguai con Cheat Codes)                                             | 2015 | —          | —          | —          | —          | —          | —          | —          | —          | —          | —          |                                     | Sin álbum |
| «Shed a Light» (Robin Schulz con David Guetta & Cheat Codes)                   | 2016 | —          | 6          | 23         | —          | 35         | 27         | 30         | 29         | 24         | 36         | - Platino - Platino - Platino - Oro | Sin álbum |
| «—» indica que el sencillo no fue lanzado o no se posicionó en ese territorio. |      |            |            |            |            |            |            |            |            |            |            |                                     |           |